# Passage Thiéré
Pour les articles homonymes, voir Thiéré.
Le passage Thiéré est une voie du 11e arrondissement de Paris, en France.

## Situation et accès

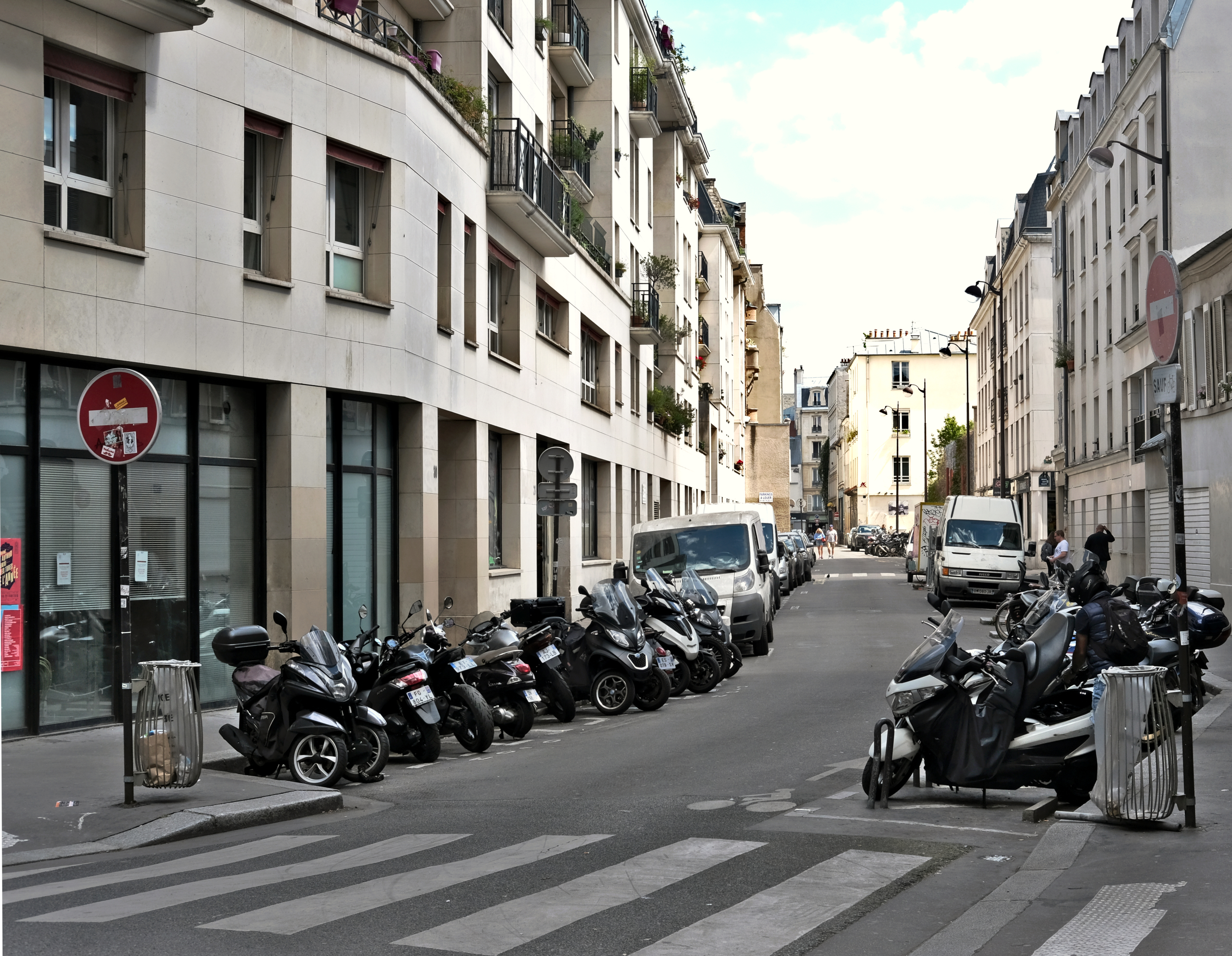
Passage Thiéré vue depuis la rue de la Roquette.

Le passage Thiéré est situé dans le 11e arrondissement de Paris. Il débute au 23, rue de Charonne et se termine au 46, rue de la Roquette.

## Origine du nom
Elle porte le nom de M. Thiéré qui était propriétaire du terrain lorsque le passage a été créé.

## Historique
Créée en 1839 sous le nom de « passage » et « cour Sainte-Marie-Saint-Antoine » et ouverte au public en 1852, cette voie fut longtemps habitée uniquement par des chaudronniers et des marchands de ferrailles.
Il prend sa dénomination actuelle par un arrêté du 1er février 1877.